# The Singularity (Phase I - Neohumanity)
The Singularity (Phase I - Neohumanity) è il sesto album in studio del gruppo musicale metal svedese Scar Symmetry, pubblicato nel 2014.

## Tracce
1. The Shape of Things to Come – 0:52
2. Neohuman – 8:43
3. Limits to Infinity – 4:57
4. Cryonic Harvest – 6:12
5. The Spiral Timeshift – 4:50
6. Children of the Integrated Circuit – 2:25
7. Neuromancers – 5:11
8. Technocalyptic Cybergeddon – 10:12

## Formazione
- Per Nilsson – chitarra
- Roberth Karlsson – chitarra, voce "growl" cori
- Lars Palmqvist – voce "pulita", cori
- Kenneth Seil – basso
- Henrik Ohlsson – batteria